# Latoue
Latoue är en kommun i departementet Haute-Garonne i regionen Occitanien i södra Frankrike. Kommunen ligger i kantonen Aurignac som tillhör arrondissementet Saint-Gaudens. År 2022 hade Latoue 306 invånare.

## Befolkningsutveckling
Antalet invånare i kommunen Latoue
Referens:INSEE